# Касановас, Нарсисо
Нарси́со Касано́вас (исп. Narciso Casanovas; 1747, Сабадель — 1799, Монсеррат) — испанский бенедиктинский-монах, композитор и музыкант-органист.
Уроженец провинции Барселона (Каталония). В 1763 году вступил в орден бенедиктинцев в Монсеррате, где оставался до конца своей жизни.
Писал духовную музыку (мессы, магнификаты, псалмы). Кроме того, сочинял сонаты для клавишных музыкальных инструментов, фуги для органа в стиле клавесинной музыки.
Около 50 музыкальных произведений композитора сохранилось в рукописях.
Умер в Монсеррате в 1799 году.